# Linija Bar-Lev
Linija Bar-Lev (izvirno hebrejsko קו בר לב) je bil fortifikacijski sistem, ki ga je zgradil Izrael vzdolž vzhodnega brega Sueškega kanala.
Sama linija je bila poimenovana po generalu Chaimu Bar-Levu, načelniku generalštaba Izraelskih obrambnih sil (1968-1971), ki je odobril gradnjo tega objekta.

## Zasnova
Linija je potekala od Sredozemskega morja na severu in vzdolž Sueškega kanala do Sueškega zaliva; linija je dosegla dolžino okoli 160 km. Sama linija je bila sestavljena iz več 10 posameznih fortifikacij, ki so nadzirale prehode preko Sueškega kanala (najožje, najbolj plitve,... dele) in bližnje prelaze. Med seboj so bile povezane s sistemom cest in poti.
Najbližje kanalu in s tem najbolj izpostavljene so bile fortifikacije tipa Maozim. Stale so na vrhu umetno ustvarjenega peščenega nasipa (visoki med 20 in 22 m), ki je imel okoli 45 ° naklon proti kanalu. Samo fortifikacijo je varovala garnizija enega voda, katerega pripadniki so bili oboroženi s lahkim pehotnim orožjem in minometi; v mirnem času je garnizija po navadi štela le pol voda. Maozim je bil zgrajen kot kombinacija osrednjega, bivalnih in obrambnih bunkerjev, ki so bili povezani in obdani s sistemom strelskih jarkov. Zunanji obroč fortifikacije je bil obdan s sistemom bodeče žice in minskih polij. Zgrajenih je bilo okoli 30 takih fortifikacij, a le kakšna polovica najbolj pomembnih je bila v miru zasedenih. Glavni namen Maozimov je bila, da so usmerjali artilerijski ogenj na napredujoče sovražnikove oborožene sile in jih zadrževale toliko časa, dokler se v zaledju niso organizirale rezervne vojaške enote, ki bi nato dokončno zavrnile sovražnika.
Okoli 8 km za Maozimi so zgradili druge fortifikacije tipa Taozim, ki so bile večje kot Maozim in katerih glavna naloga je bila podpora Maozimov ter nadzorovanje vmesnega prostora. Taozim je imel garnizijo ene čete, katera je bila opremljena tudi s tanki in samovozno artilerijo, s katero so priskrbeli artilerijsko podporo prednjim enotam. 
Poleg več manjših cest in poti, ki so potekale med posameznimi fortifikacijami in so bile uporabljene za potrebe nadzorovanja kanala, izvidništva in oskrbe, so vzdolž kanala postavili še dve večji cesti, ki sta ležali v smeri sever-jug. Prva cesta, ki je ležala 10 km vzhodno od kanala, je bila t. i. Artilerijska cesta. Vzdolž ceste so enakomerno narazen zgradili strelske položaje, zaklone in zaklonišča za artilerijska orožja ter za prvi ešalon tankov in oklepnih transporterjev, ki bi posredovali ob sovražnikovem napadu. Druga cesta se je nahajala okoli 30 km vzhodno od kanala in se je imenovala Lateralna cesta. Vzdolž te ceste so se nahajala glavne oklepne rezerve. Tudi te dve cesti sta bili med seboj povezani s sistemom manjših cest in poti.
Na določenih odsekih linije so zgradili tudi metalce nafte, ki bi usmerile nafto na napredujoče sovražnikove enote, nato pa bi ažgali nafto. TOda ta sistem se je izkazal za nezanesljivega, saj je tok v Sueškem kanalu premočan in je tako zelo hitro redčil koncetracijo nafte na gladini. Posledično so ta sistem opustili in ni bil nikdar uporabljen.
Sama gradnja tega fortifikacijskega sistema je stala okoli 500 milijonov $ (takratni tečaj).
Da bi Egipčani pridobili več obveščevalnih podatkov, so na svoji strani zgradili 39 m visoke peščene nasipe, s katerimi so dobili višji teren in s tem taktično premoč nad Izraelci. Le-ti pa so sklenili, da bodo zgradili nove, višje nasipe, na vrhu le-teh pa postavili opazovalne stolpe, ki bi dosegli višino 76 m nad gladino Sueškega kanala. Toda njihov načrt je bil prekinjen zaradi vojn.

## Uporaba
Prvi preizkus linije je bila t. i. vojna izčrpanja. 8. marca 1969 so Egipčani pričeli s artilerijskim obstreljevanjem linije, čemur so sledili napadi specialnih sil in redki letalski napadi. Izrael je odgovoril enako; svoje Sajaret enote je poslal v egipčansko zaledje in Izraelsko vojno letalstvo je patruljiralo vzdolž linije. Toda januarja 1970 je takratni predsednik Egipta, Anvar Sadat, izsilil od Sovjetske zveze nove pošiljke zračnoobrambne oborožitve, še posebej baterija SA-2 in SA-3, ter tudi 3 eskadrilje MiG-21, ki so jih upravljali sovjetski »vojaški svetovalci«. S tem je Egipt dobil premoč v zraku in izraelska vojaška letala niso več prodirala v egiptovski zračni prostor. S tem je Egipt dobil priložnost za pripravo na novo vojno.
6. oktobra 1973 so Egipčani sprožili operacijo Badr, s čimer se je pričela t. i. jomkipurska vojna: egipčansko-sirski napad na Izrael. Linija je razpadla skoraj popolnoma v prvem dnevu napada. Ob času napada je bilo aktivnih le 16 Maozimov (od severa proti jugu: Traklin, Budimpešta, Orkal, Lahcanit, Drora, Milano, Milfreket, Hizajon, Macmed, Lakekan, Bocer, Zidon, Lituf, Mafzeah, Masrek) in 12 Taozimov (od severa proti jugu: Joram, Martef, Maror, Havraga, Nozel, Purkan, Televizija, Kišuf, Hurva, Micva, Notsa, Tzeider). Več mesecev prej je Egipt ustanovil 40 novih inženirskih bataljonov, ki so imeli za edino nalogo uničiti prednost linije Bar-Lev. Od Sovjetske zveze so prejeli veliko amfibijske opreme za prečkanje kanala, med tem ko je neki mlad inženirski častnik iznašal najboljši način za odstranjevanje peščenih nasipov. Ker le-ti niso podlegli ne artilerijskemu obstreljevanju in ne neposrednemu detoniranju, je častnik prišel na idejo, da bi uporabili visokotlačne gasilske cevi, s katerimi bi s pomočjo vode odstranjevali pesek. Poskusi so se izkazali za uspešne, tako da je Egipt kupil 450 takih cevi iz Združenega kraljestva in Zahodne Nemčije. Na začetku vojne je celotno linijo branilo le 468 rezervistov Brigade Ecioni, ki so bili opremljeni s 52 artilerijskimi orožji in 290 tanki; celotni Sinajski polotok je branilo okoli 18.000 vojakov, od tega jih je bilo le 8.000 pripravljenih za takojšnji spopad. 6. oktobra 1973 je tako Egipt dosegel popolno presenečenje in velik uspeh. Bojni inženirci so v prvih 10 urah operacije vzpostavili 10 pontonskih mostov in 50 trajektov ter ustvarili 60 lukenj v peščenih nasipih; preko teh so prodrli prvi valovi oklepnih in oklepno-mehaniziranih enot, medtem ko so prvi valovi pehotnih enot prečkale kanal s pomočjo gumijastih čolnov. 
Od vseh fortifikacij linije Bar-Lev je le Maozim Budimpešta ostala nezavzeta, kljub temu da je bila pod neprestanim napadom Egipčanov. Garnizijo je sestavljalo 18 vojakov in en tankovski vod (4 tanki). Prvotni egipčanski napad na fortifikacijo je štel 16 tankov, 16 oklepnih transporterjev in več džipov s netrzajnimi topovi. Prvi dan so Izraelci v Budimpešti uspeli uničiti 7 tankov in 8 oklepnih transporterjev. Naslednji dan so fortifikacijo napadle še egipčanske specialne sile, toda zavrnili so tudi njihove napade. 10. oktobra je prispela izraelska pomoč.

## Kritike
Med vojno se je izkazalo, da je taka linija premalo branjena, da bi bil to uspešen fortifikacijski sistem ter tako ni dosegla svojega namena. Kljub temu so linijo po jomkipurski vojni deloma obnovili in jo vzdrževali do zapustitve Sinajskega polotoka 25. aprila 1982.